# Вуковци (Чрномељ)
Вуковци (словен. Vukovci) су насељено место у општини Чрномељ, регија Југоисточна Словенија, Словенија.

## Историја
До територијалне реорганизације у Словенији били су у саставу старе општине Чрномељ.

## Становништво
У попису становништва из 2011 . године, Вуковци су имали 34 становника.
| Број становника према пописима | Број становника према пописима | Број становника према пописима |
| ------------------------------ | ------------------------------ | ------------------------------ |
| 1991                           | 2002                           | 2011                           |
| 43                             | 41                             | 34                             |

Напомена: Године 1952. повећана је за насеље Оток, које је укинуто.